# Trachylepis vittata
Espèce
Synonymes
- Scincus vittatus Olivier, 1804
- Euprepes vittatus (Olivier, 1804)
- Mabuia vittata (Olivier, 1804)
- Mabuya vittata (Olivier, 1804)
- Euprepes olivieri Duméril & Bibron, 1839
- Euprepes libanoticus Peters, 1864
- Eurprepes tomardi Hemprich & Ehrenberg in Tornier, 1899

Statut de conservation UICN

 LC  : Préoccupation mineure
Trachylepis vittata est une espèce de sauriens de la famille des Scincidae.

## Répartition

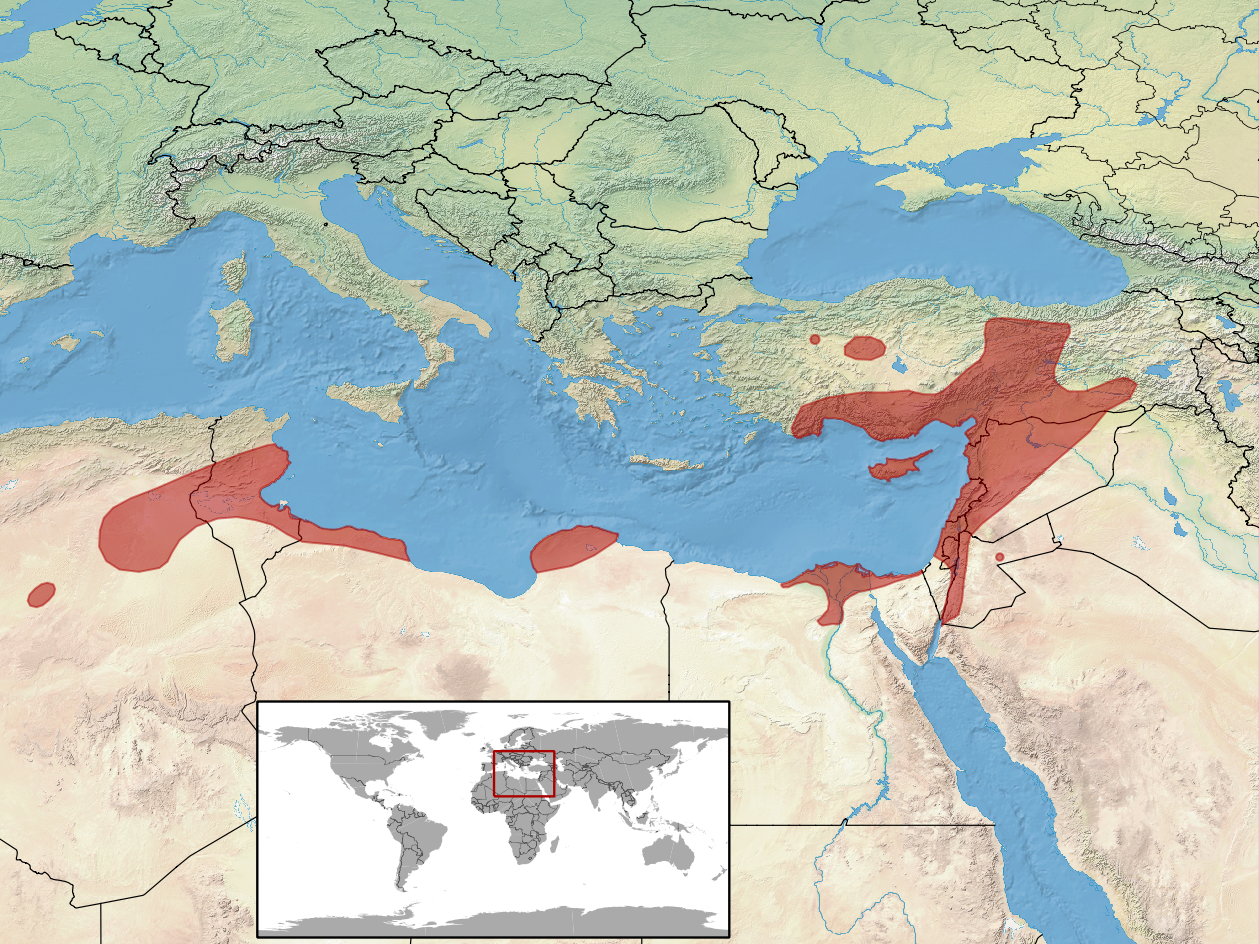
Répartition de l'espèce.

Cette espèce se rencontre en Algérie, en Tunisie, en Libye, dans le nord de l'Égypte, à Chypre, en Turquie, en Syrie, en Israël, au Liban, en Jordanie, en Irak et dans l'ouest de l'Iran.

## Description

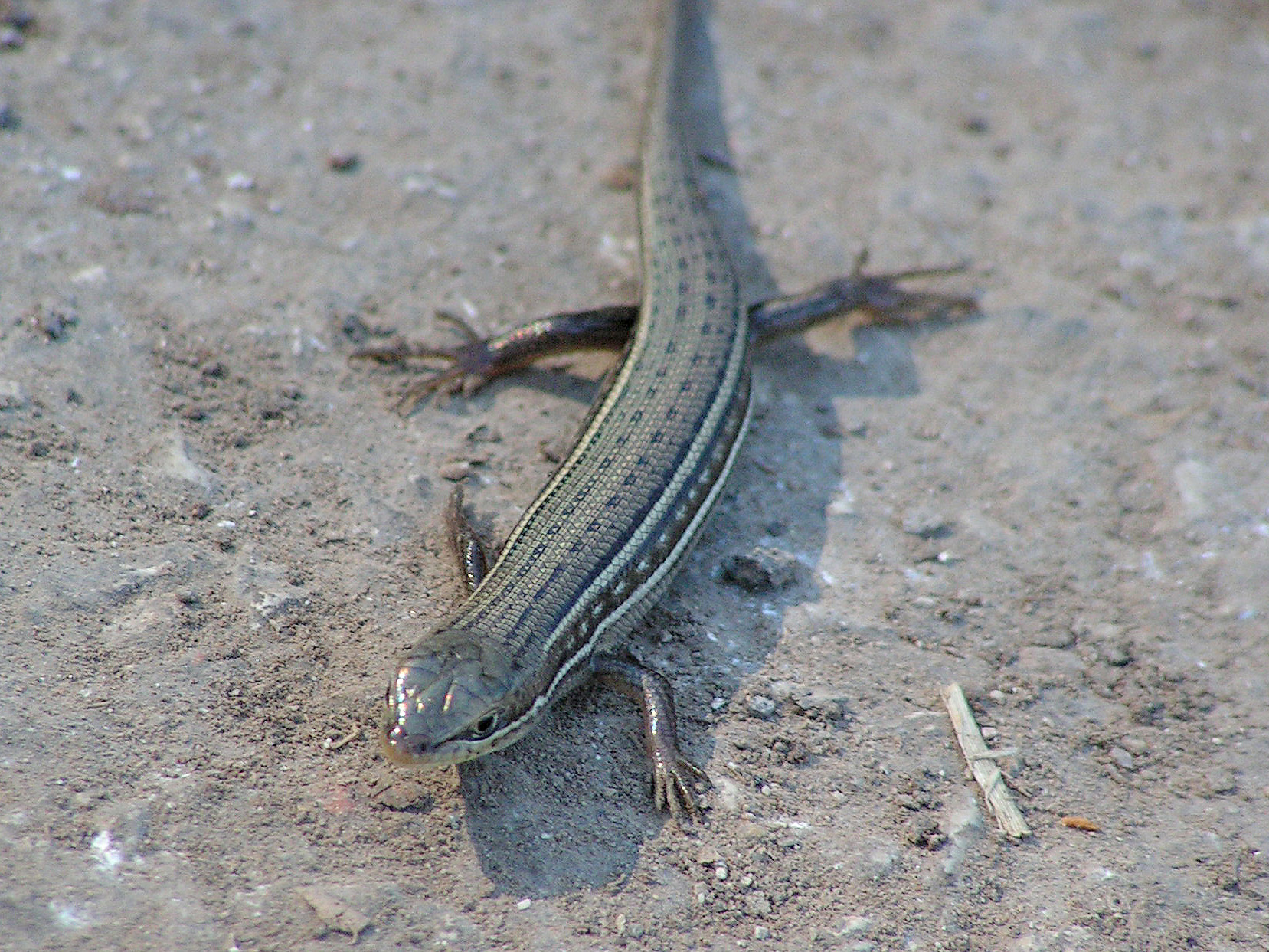

C'est un saurien ovovivipare.

## Publication originale
- Olivier, 1804 : Voyage dans l'Empire Othoman, l'Égypte et la Perse. Henri Agasse, Paris, vol. 2, p. 58.